# Arthur Peters (GTST)
Arthur Peters is een personage uit de Nederlandse soapserie Goede tijden, slechte tijden. De rol werd tussen oktober 1992 en februari 1999 gespeeld door acteur Jimmy Geduld.

## Levensverhaal

### Dian
Arthur is een pianotalent en neemt lessen bij Anne de Jager, de moeder van Roos de Jager. Roos is bevriend met Dian Alberts. Omdat zijn ouders niet genoeg geld hebben regelt Anne dat hij bij de familie Alberts mag oefenen. Hier ontmoet hij Dian Alberts, tevens vriendin van Roos. Arthur en Dian krijgen een relatie. Ze zijn dolgelukkig, totdat Arthur wordt gediscrimineerd vanwege zijn donkere huidskleur. Dian en Arthur worden tijdens het uitgaan regelmatig lastiggevallen. Op een gegeven moment wordt het Arthur te veel en wil hij er met een knuppel op losgaan. Deze situatie loopt met een sisser af. Arthur heeft daarna geen last meer van de jongens.
Arthur is een goede vriend voor Suzanne Balk wanneer zij door een aanrijding in een rolstoel terechtkomt. Ze hebben diepgaande gesprekken met elkaar over het leven. Arthur geeft aan niet meer zonder Dian te kunnen. Er zijn alleen problemen met zijn ouders. Zij vinden Dian geen goed meisje voor hem. Vader Frenk trekt na een tijdje bij, maar moeder Tracy houdt voet bij stuk. De vastberadenheid van Tracy drijft Arthur tot wanhoop. Hij wil het contact met zijn ouders niet verliezen. Om zijn moeder tegemoet te komen, breekt hij met Dian. Dian is geschrokken en tegelijkertijd woedend. Arthur heeft het er moeilijk mee. Tracy weet niet of het goed is wat ze heeft gedaan.
Wanneer hun relatie alweer een tijdje uit is, ontdekt Dian dat ze zwanger is. Dian bleek echter slechts over tijd te zijn. Dian stort in na haar mislukte relatie met Arthur en vertrekt naar moeder Karin.

### Muziek
Arthur krijgt zijn eigen radioshow en kan hier zijn energie in kwijt. Hij wordt dagelijks opgebeld door ene Kristel - die eigenlijk Lisanne van Bruggen heet - die helemaal weg is van zijn stem. Arthur besluit haar een keer uit te nodigen voor een rondleiding in de studio. Arthur heeft niet in de gaten dat Lisanne hevige gevoelens koestert. Lisannes(kristel) man Lucas vindt dat de situatie uit de hand loopt en ontvoert Suzanne, destijds de vriendin van Arthur, en laat haar boven het podium van het Circustheater hangen. Suzanne is een tijdje in levensgevaar, maar wordt op tijd gered. Arthur beseft dat hij niet zomaar contact met al zijn aanbidders kan hebben.

### Meta
Het modellenbureau Variety huurt Meta van Baak in voor een nieuwe reclamecampagne. Arthur valt als een blok voor haar. Arthur is op dat moment samen met Rik de Jong gaan trainen voor een bokscarrière. Zelfs wanneer Meta Arthur knock-out slaat, is Arthur ervan overtuigd dat Meta een vrouw is. Het is Linda Dekker die voor het eerst ontdekt dat Meta van geboorte een man is. Meta vraagt haar het zelf aan Arthur te gaan vertellen. Meta biecht aan Arthur op dat ze eigenlijk René heet. Arthur walgt ervan dat hij met een transvrouw is gegaan en wil dat Meta voorgoed uit zijn leven verdwijnt.

### Roos
Arthur ontdekt dat hij aan de Ziekte van Hodgkin lijdt. Wanneer Roos de Jager dit ontdekt, ontstaat er een speciale band tussen beiden. Roos heeft lang de tijd gehad om de dood van haar man Arnie te verwerken, maar nadat Roos' hondje Balou werd aangereden, staat zij voor het eerst weer open voor een relatie. Roos en Arthur vinden het geluk bij elkaar. Ze maken plannen om samen naar Parijs te gaan. Onderweg wordt Roos door een onbekende de auto ingesleurd. Arthur rent achter de auto aan en probeert de bestuurder te overmeesteren. De man steekt Arthur in de arm, Roos trekt aan het stuur. Ze belanden in de berm. In het ziekenhuis wordt Arthur met spoed geopereerd. Roos is er relatief goed van afgekomen. De doktoren hebben slecht nieuws. Arthur zal binnen zeer korte tijd sterven. Op hetzelfde moment zit Jessica Harmsen op een hart te wachten. Arthur besluit zijn hart te doneren aan Jessica.

## Familiebetrekkingen
- Frenk Peters (vader)
- Tracy Peters (moeder)
- Emmanuel Delacroix (oom)